# Mistrzostwa Świata w Lekkoatletyce 2015 – chód na 20 km mężczyzn
Chód na 20 kilometrów mężczyzn – jedna z konkurencji długodystansowych rozegranych podczas lekkoatletycznych mistrzostw świata w Pekinie.
Tytuł mistrzowski wywalczył Hiszpan Miguel Ángel Lopez
Chód będzie zaliczany do punktacji IAAF Race Walking Challenge.

## Terminarz
| Data        | Godzina |       |
| ----------- | ------- | ----- |
| 23 sierpnia | 8:30    | Finał |

## Rekordy
Tabela prezentuje rekord świata, rekordy poszczególnych kontynentów, mistrzostw świata, a także najlepszy rezultat na świecie w sezonie 2015 przed rozpoczęciem mistrzostw.
|                            | Zawodnik            | Wynik   | Miejsce          | Data                  |
| -------------------------- | ------------------- | ------- | ---------------- | --------------------- |
| Rekord świata              | Yūsuke Suzuki       | 1:16:36 | Nomi             | 15 marca 2015(dts)    |
| Listy światowe             | Yūsuke Suzuki       | 1:16:36 | Nomi             | 15 marca 2015(dts)    |
| Rekord mistrzostw świata   | Jefferson Pérez     | 1:17:21 | Saint-Denis      | 23 sierpnia 2003(dts) |
| Rekord Afryki              | Hatem Ghoula        | 1:19:02 | Eisenhüttenstadt | 10 maja 1997(dts)     |
| Rekord Ameryki Północnej   | Julio René Martínez | 1:17:46 | Eisenhüttenstadt | 8 maja 1999(dts)      |
| Rekord Ameryki Południowej | Jefferson Pérez     | 1:17:21 | Saint-Denis      | 23 sierpnia 2003(dts) |
| Rekord Australii i Oceanii | Nathan Deakes       | 1:17:33 | Cixi             | 2 grudnia 2006(dts)   |
| Rekord Azji                | Yūsuke Suzuki       | 1:16:36 | Nomi             | 15 marca 2015(dts)    |
| Rekord Europy              | Yohann Diniz        | 1:17:02 | Arles            | 8 marca 2015(dts)     |

## Minima kwalifikacyjne
Aby zakwalifikować się do mistrzostw, należało wypełnić minimum kwalifikacyjne wynoszące 1:25:00 (uzyskane w okresie od 1 stycznia 2014 do 10 sierpnia 2015). Każdy komitet narodowy mógł zgłosić maksymalnie trzech zawodników do startu w tej konkurencji.

## Rezultaty
| Pozycja | Zawodnik                | Narodowość               | Czas    | Uwagi |
| ------- | ----------------------- | ------------------------ | ------- | ----- |
| 01 !    | Miguel Ángel Lopez      | Hiszpania                | 1:19:14 | PB    |
| 02 !    | Wang Zhen               | Chińska Republika Ludowa | 1:19:29 |       |
| 03 !    | Benjamin Thorne         | Kanada                   | 1:19:57 | NR    |
| 4.      | Igor Glavan             | Ukraina                  | 1:20:27 | SB    |
| 5.      | Cai Zelin               | Chińska Republika Ludowa | 1:20:42 |       |
| 6.      | Caio Bonfim             | Brazylia                 | 1:20:44 | SB    |
| 7.      | Éider Arévalo           | Kolumbia                 | 1:21:13 |       |
| 8.      | Dane Bird-Smith         | Australia                | 1:21:37 |       |
| 9.      | Chen Ding               | Chińska Republika Ludowa | 1:21:39 |       |
| 10.     | Kim Hyun-sub            | Korea Południowa         | 1:21:40 |       |
| 11.     | Lebogang Shange         | Południowa Afryka        | 1:21:43 | NR    |
| 12.     | Baljinder Singh         | Indie                    | 1:21:44 | PB    |
| 13.     | Evan Dunfee             | Kanada                   | 1:21:48 | SB    |
| 14.     | Isamu Fujisawa          | Japonia                  | 1:21:51 |       |
| 15.     | Iñaki Gomez             | Kanada                   | 1:21:55 | SB    |
| 16.     | Eder Sánchez            | Meksyk                   | 1:21:56 | SB    |
| 17.     | Álvaro Martín           | Hiszpania                | 1:22:04 |       |
| 18.     | Quentin Rew             | Nowa Zelandia            | 1:22:18 | SB    |
| 19.     | Hagen Pohle             | Niemcy                   | 1:22:29 |       |
| 20.     | Massimo Stano           | Włochy                   | 1:22:53 |       |
| 21.     | Giorgio Rubino          | Włochy                   | 1:23:23 |       |
| 22.     | Ruslan Dmytrenko        | Ukraina                  | 1:23:37 |       |
| 23.     | José Leonardo Montaña   | Kolumbia                 | 1:23:53 |       |
| 24.     | Dzianis Simanowicz      | Białoruś                 | 1:23:54 |       |
| 25.     | Tom Bosworth            | Wielka Brytania          | 1:23:58 |       |
| 26.     | Aleksandros Papamichail | Grecja                   | 1:24:11 |       |
| 27.     | Jared Tallent           | Australia                | 1:24:19 |       |
| 28.     | Federico Tontodonati    | Włochy                   | 1:24:33 |       |
| 29.     | Horacio Nava            | Meksyk                   | 1:24:40 | SB    |
| 30.     | Diego García            | Hiszpania                | 1:24:52 |       |
| 31.     | Gieorgij Szejko         | Kazachstan               | 1:24:58 |       |
| 32.     | Julio César Salazar     | Meksyk                   | 1:24:58 |       |
| 33.     | Chris Erickson          | Australia                | 1:25:15 |       |
| 34.     | Kevin Campion           | Francja                  | 1:25:16 |       |
| 35.     | Nils Brembach           | Niemcy                   | 1:25:21 |       |
| 36.     | Gurmeet Singh           | Indie                    | 1:25:22 |       |
| 37.     | João Vieira             | Portugalia               | 1:25:49 |       |
| 38.     | Mauricio Arteaga        | Ekwador                  | 1:25:50 |       |
| 39.     | Christopher Linke       | Niemcy                   | 1:26:10 |       |
| 40.     | Ivan Losev              | Ukraina                  | 1:26:32 |       |
| 41.     | Anatole Ibañez          | Szwecja                  | 1:26:34 |       |
| 42.     | Chandan Singh           | Indie                    | 1:26:40 |       |
| 43.     | Juan Manuel Cano        | Argentyna                | 1:27:10 |       |
| 44.     | Marco Antonio Rodríguez | Boliwia                  | 1:27:15 |       |
| 45.     | Anton Kucmin            | Słowacja                 | 1:27:46 |       |
| 46.     | Choe Byeong-kwang       | Korea Południowa         | 1:28:01 |       |
| 47.     | Richard Vargas          | Wenezuela                | 1:28:18 |       |
| 48.     | Eiki Takahashi          | Japonia                  | 1:28:30 |       |
| 49.     | José Maria Raymundo     | Gwatemala                | 1:29:01 |       |
| 50.     | Yerko Araya             | Chile                    | 1:29:12 |       |
| 51.     | Kenny Martin Pérez      | Kolumbia                 | 1:29:31 |       |
| –       | Andrés Chocho           | Ekwador                  | DQ      |       |
| –       | Alex Wright             | Irlandia                 | DQ      |       |
| –       | Byun Young-jun          | Korea Południowa         | DQ      |       |
| –       | Marius Šavelskis        | Litwa                    | DQ      |       |
| –       | Alaksandr Lachowicz     | Białoruś                 | DQ      |       |
| –       | Pavel Chihuan           | Peru                     | DNF     |       |
| –       | Sérgio Vieira           | Portugalia               | DNF     |       |
| –       | Erik Tysse              | Norwegia                 | DNF     |       |
| –       | Perseus Karlström       | Szwecja                  | DNF     |       |
| –       | Yūsuke Suzuki           | Japonia                  | DNF     |       |